# Émeutes de Crown Heights
Des émeutes à caractère racial ont eu lieu en 1991 à Crown Heights, dans l'arrondissement de Brooklyn, à New York. Elles ont abouti à la mort d'un étudiant juif et sont considérées comme « l'un des plus graves incidents antisémites dans l'histoire des États-Unis. ».  À cette époque, la population du quartier était composée d'environ 180 000 Afro-Américains dont une partie originaires des Caraïbes, et d'une minorité d'environ 20 000 Juifs (soit environ 11 % de la population), principalement des Loubavitchs. La communauté juive considère ces émeutes comme un pogrom.

## Évènements déclencheurs
Le 19 août 1991 vers 20 h 20, Yosef Lifsh, 22 ans, conduit une voiture break avec trois passagers, sur la President Street. La voiture fait partie d'un convoi de trois véhicules transportant le septième rabbin des Loubavitchs, Menachem Mendel Schneerson. Le cortège est précédé d'une voiture de police banalisée avec deux officiers de police à bord, et gyrophare allumé sur le toit. Le véhicule de Lifsh est le dernier et se trouve distancé. Il traverse l'intersection Eastern Parkway et Utica Avenue afin de rejoindre le groupe. « Les témoins sont en désaccord sur la vitesse de la voiture », et le District Attorney (procureur) de Brooklyn, Charles J. Hynes, ajoute : « il y a divergence entre les témoins concernant le feu de signalisation à l’intersection pour déterminer s’il était orange ou rouge, quand Mr. Lifsh traversa le carrefour ».  Lifsh fait une embardée pour éviter une voiture qui remonte l’Utica Avenue. Son véhicule heurte l’autre voiture, est dévié sur le trottoir, percute le pilier en pierre de 300 kilogrammes d’une construction et blesse un jeune garçon de sept ans originaire du Guyana du nom de Gavin Cato et sa cousine Angela Cato, aussi de sept ans,.  
Les deux premiers véhicules du convoi, ignorant l’accident, poursuivent leur route jusqu’à leur destination. L'officier dans la voiture de tête atteste que quand il a traversé le carrefour, le feu était vert. Le révérend Al Sharpton, non présent lors des  événements, par contre certifie que les trois voitures sont passées au rouge.
Lifsh, saignant de la tête (il recevra plus tard 18 points de suture),, sort du break pour assister les victimes, qui gisent en dessous de la voiture,. « Un noir non identifié emmène un des passagers au loin par sécurité », tandis que deux officiers de police protègent les trois autres Loubavitchs d’une foule de plusieurs centaines de badauds qui se sont rapidement regroupés sur le lieu de l’accident.  Une ambulance bénévole du service des urgences du Hatzolah (service d’urgence volontaire de la communauté orthodoxe juive) arrive à 20 h 23 et « leur équipe prête tout d’abord assistance aux deux enfants noirs, mais s’arrête quand une ambulance municipale arrive » qui transfère Gavin au Kings County Hospital situé à environ 1,5 kilomètre, arrivant à 20 h 32. Les volontaires d'une seconde ambulance bénévole du Hatzolah s'occupent d'Angela jusqu'à ce qu'une seconde ambulance municipale la conduise au même hôpital,.
Lifsh affirme qu'il pensait avoir priorité car son convoi était escorté par la police. Il a délibérément dirigé son véhicule vers un mur situé à environ 23 mètres afin d'éviter des adultes se trouvant sur le trottoir, pensant que le mur arrêterait son véhicule. « Malheureusement, l’auto ne s’est pas arrêtée totalement après avoir heurté le mur, mais a glissé le long du mur jusqu’à atteindre les enfants », puis « la première chose que j’ai faite, a été d’essayer de soulever le véhicule » pour libérer les enfants.  Cependant, les passants furieux le dépouillent, et un des soigneurs de Hatzolah confirme : « Quand nous sommes arrivés, trois ou quatre noirs » étaient en train de le frapper,.
La première ambulance à quitter la scène de l’accident est celle du Hatzola, car les deux officiers de police présents leur demandent d’éloigner Lifsh et les autres passagers pour leur sécurité. Le New York Times dans son édition du 20 août raconte que « plus de 250 résidents des environs, principalement des adolescents noirs, criaient : « Juifs ! Juifs ! Juifs ! » En conspuant le chauffeur du break…puis ont tourné leur colère contre la police. »
Selon un compte-rendu du magazine Time publié le mois suivant, « Leur colère était alimentée par la rumeur selon laquelle Lifsh était saoul et par le fait qu’il a été immédiatement soustrait dans une ambulance privée loubavitch tandis que le personnel des ambulances municipales essayaient de libérer les deux cousins Cato coincés sous la voiture ».   Cependant, moins de 70 minutes après l’accident, un test d'alcoolémie fait sur Lifsh au Methodist Hospital s’avère négatif. Le jeudi suivant les émeutes, Mary Pinkett, une Afro-Américaine du conseil de quartier de Crown Heights, note que quand l’ambulance bénévole est partie, Galvin était toujours bloqué sous la voiture. Pendant la semaine, le service des ambulances ainsi que les officiels du quartier font connaître ce fait, mais la plupart des résidents noirs du quartier continue à croire la rumeur que l'ambulance a quitté les lieux sans s’occuper des enfants noirs. Pendant les trois jours d’émeutes, beaucoup d’autres rumeurs ont circulé, y compris celles que Lifsh a intentionnellement voulu tuer les Cato, que Lifsh n’avait pas de permis de conduire, qu’il était en train de téléphoner sur un portable quand l’accident s’est produit, que Cato est mort parce que les bénévoles du Hatzolah ont refusé d’aider un non-Juif, que la police et le procureur de Brooklyn ont falsifié les résultats du test d’alcoolémie de Lifsh, que le père de Cato a été battu par la police pour avoir essayé d’interférer avec les secours et que la police a empêché les passants d’aider à soulever la voiture pour libérer les enfants.
Les événements qui se produisirent cette nuit, et qui sont résumés dans la Law Library, sont les suivants : « Au fur et à mesure que la foule et les rumeurs grossissaient, les gens ont commencé à jeter des bouteilles et des pierres pour protester contre le traitement des enfants. À environ 23 heures, quelqu’un s’écria : « Allons à Kingston Avenue et prenons un Juif ! ». Un groupe de jeunes noirs se dirigea alors vers Kingston, une rue dont la majorité des résidents sont Juifs, située quelques blocs plus loin, vandalisant les véhicules et lançant bouteilles et pierres sur leur passage ».
Gavin Cato meurt de ses blessures et Angela Cato souffre de multiples fractures aux jambes.

## Grand Jury
Un Grand Jury comprenant 10 Afro-Américains, 8 Blancs et 5 Latinos est convoqué. Il ne trouve aucune raison d'inculper Lifsh. Hynes explique que d'après la loi New Yorkaise, le simple fait de « perdre le contrôle de son véhicule » n’est pas une négligence criminelle même s’il en résulte mort d’homme ou blessure. Le révérend Al Sharpton organise et conduit une marche de protestation contre le procureur Hynes pour son défaut d’inculpation de Lifsh.  La marche se déroule devant le pavillon de Hynes que Sharpton appelle un « village d’apartheid dans le Queens ».  En plus, plusieurs plaintes pour essayer de contraindre la ville à divulguer les preuves fournies au Grand Jury sont rejetées, y compris par une décision de la Cour d’appel,,. Le juge Theodore Jones de la Cour Suprême d’État (Brooklyn) explique qu’un sondage effectué par le Grand Jury indique que plus de 75 % des 33 témoins, y compris 12 des 16 personnes de la foule des badauds, craignent pour leur sécurité.
Une fausse allégation fait surface, que Lifsh, étant Israélien, s’est envolé vers Israël pour échapper au Grand Jury. Ce mensonge a été publié par Sharpton dans son autobiographie cinq ans après l’investigation du Grand Jury. En réalité, Lifsh renonce à son immunité et témoigne devant le Grand Jury,  et ce n’est qu’après environ une heure de « témoignage de Lifsh devant le Grand Jury de la Cour Suprême de l’État » que celui-ci décide qu’il n’y a aucune raison de l’inculper.  Peu après, Lifsh part pour Israël, où vit sa famille car il se sent menacé.  
C’est la famille Cato qui refuse de coopérer avec le Grand Jury pour ses investigations. Cette stratégie de non coopération avec le Grand Jury leur est conseillée par leur avocat, Colin Moore, qui anticipe que Lifsh ne sera pas inculpé et qui désire que la famille puisse être capable d’attaquer plus tard la procédure du Grand Jury pour partialité du fait qu’ils n’y ont pas participé.

## Accident de la route, traitement préférentiel ou antisémitisme?
Cet accident de la route est l’étincelle qui déclenche les émeutes qui s'ensuivirent, bien que durant les trois années précédentes il y ait eu près de deux douzaines d’accidents de la route où des Juifs furent tués par des conducteurs appartenant à la communauté noire[réf. souhaitée].
Rétrospectivement, les membres de la communauté noire prétendent que les décisions des policiers étaient racistes, car les enfants auraient dû quitter la scène en premier et être conduits à l’hôpital quel que soit l’ambulance disponible. Ceci est considéré comme un autre exemple du traitement préférentiel accordé aux Juifs par rapport aux noirs dans le quartier de Crown Heights.  Cependant, une investigation effectuée pour le journal Newsday plusieurs semaines après l’accident, par Michael Powell et Jennifer Preston, ne trouve aucune évidence permettant d’étayer l’affirmation d’un traitement préférentiel des Juifs à Crown Heights.
Les membres de la communauté juive de Crown Heights considèrent que l’allégation de favoritisme n’est qu’une tentative pour cacher cet étalage flagrant d’antisémitisme  et de crimes haineux commis « pendant et après » les trois jours d’émeutes. En plus des cris de slogans antisémites pendant les émeutes, ils rappellent les bannières déployées lors des funérailles de Cato comme : « Hitler n’a pas fini son travail ». Dans son éloge funèbre de Gavin, Sharpton fait des déclarations antisémites sur les « tailleurs de diamants »,, et dit que « c’est une catastrophe de tolérer une ambulance d’apartheid  au centre de Crown Heights ».  Sharpton essaye de réexciter la communauté noire avec l’appel :  « Si les Juifs veulent continuer, dites leur qu’ils attachent leur kippa sur la tête et qu’ils viennent me voir chez moi ». D’autres remarques antisémites furent prononcées aux funérailles par le révérend Herbert D. Daughtry, Sr. et par Sonny Carson.
Le 11 juin 1992, après avoir été accusé par l’Anti-Defamation League d’inciter à l’antisémitisme dans le conflit de Crown Heights, Sharpton raille en disant : « Vous n’avez même pas une citation directe de moi que l’on puisse appeler antisémite. » Il rappelle aussi qu’il n’a jamais participé aux pillages ni aux émeutes qui suivirent la mort de Cato. Cependant, le 29 juin 2003, dans un article du Washington Post, Sharpton donne des explications quand on le questionne sur ses commentaires passés agressifs, y compris d’appeler les noirs en désaccord avec lui des « yellow niggers » (« nègres jaunes »), il répond : « J’ai grandi […] Je ne suis plus aussi enragé. Il y a des façons de regarder la vie que je n’avais pas quand j’étais un jeune homme du ghetto ».

## Déroulement des émeutes
Pendant les trois jours qui suivirent l’accident, de nombreux résidents Afro-Américains et Afro-Carribéens ainsi que des personnes originaires des Caraïbes, rejoints par des non-résidents participent aux émeutes de Crown Heights. La majorité des non-résidents se trouvent à Crown Heights ce soir-là, afin d’assister à un concert de B. B. King qui se déroule à environ un kilomètre du lieu de l’accident. À la sortie du concert, des provocateurs les « haranguent » au sujet de la mort de Caro et « encouragent la foule qui grossit sur le lieu de l’accident à avoir recours à la violence. » Dans les faits, lors des trois jours d’émeutes, de très nombreux émeutiers « ne vivaient même pas Crown Heights ».
Cette nuit de lundi, en plus du meurtre décrit ci-dessous, trois policiers sont attaqués.
Le mardi 18 août, 18 personnes juives sont blessées; quatre magasins pillés, y compris le Sneaker King possédé par un immigrant coréen, vendant des chaussures de sport et qui est complètement vidé, un N. Y. Chicken, et le Utica Gold Exchange, possédé par un Iranien qui est totalement incendié;  50 voitures sont endommagées, dont huit retournées et incendiées; et 60 maisons endommagées. Les émeutiers reconnaissent les maisons habitées par des Juifs grâce aux  mezuzot  fixées sur le montant des portes.
À la suite d'un meeting du mouvement New Alliance Party, où Al Sharpton prend la parole, de jeunes adolescents noirs jettent des briques et des bouteilles contre la police, qui recule après que des coups de feu sont tirés de la foule. Les tirs sont dirigés contre la police et 12 officiers de police sont blessés.
Le mercredi, Al Sharpton prévient les autorités de la ville dans une conférence de presse, que si Lifsh n'est pas arrêté, ils procèderont eux-mêmes à son arrestation.  Le mercredi se solde par 8 officiers de police atteints par balles et 10 autres blessés par des jets de briques, deux civils blessés par balles, un loubavitch poignardé, des personnes arrachées de leurs voitures et frappées. La voiture du préfet de police de la ville de New York est canardée, quatre voitures de police sont retournées, et plusieurs incendiées, un cocktail Molotov est jeté contre la police et le maire de New York, David Dinkins est bloqué chez les Cato qu'il a voulu rencontrer afin de calmer la situation, car des jeunes Noirs l’empêchent de sortir en jetant des bouteilles et des pierres.
Des drapeaux israéliens sont brûlés, et les émeutiers marchent au travers de Crown Heights portant des pancartes antisémites. Les Afro-Américains passent devant le 770 Eastern Parkway, siège du mouvement loubavitch, en criant Heil Hitler et jetant des pierres obligeant la police à ériger des barricades de protection en face du bâtiment. La police érige aussi des barricades pour interdire l'intersection entre Utica Avenue et President Street, où s'est déroulé l'accident.  
Dès le mardi matin, 350 officiers de police supplémentaires sont envoyés pour renforcer les policiers normalement assignés à Crown Heights, pour essayer de réprimer les émeutes. Après de nombreux jets de pierres et de bouteilles, les émeutiers noirs traversent Crown Heights en criant : « Mort aux Juifs ! ».  En réponse, le mercredi, 1 200 policiers supplémentaires sont envoyés pour affronter les émeutiers, dont environ 500 se sont réunis à proximité du lieu de l’accident.  Les attaques à l’aide de pierres, de briques, de bouteilles et même par armes à feu, sont si violentes qu’un détachement de 200 policiers, en tenue anti-émeute, est obligé de se retirer par mesure de sécurité. 1.800 policiers supplémentaires sont envoyés le jeudi, comprenant des unités de police montée et de motards pour arrêter les attaques contre les Juifs et la police et protéger les magasins et autres biens. Les protestataires devant le siège des loubavitchs en sont réduits à crier des slogans antisémites pendant 20 minutes avant d’être contraints d’évacuer les lieux.
Aucun incident n’est constaté le vendredi. Le samedi, lors d’une marche organisée par Sharpton et Alton H. Maddox, 1.400 policiers patrouillent, aidés par des hélicoptères. Aucun incident violent n’est signalé, mais les participants profèrent des slogans antisémites. Des 400 participants, 250 ont été amenés par bus d’Harlem.
À la fin de ces trois jours d’émeutes, une veuve loubavitch, Bracha Estrin, qui avait survécu à l’holocauste, se suicide. « Elle habitait près de l’immeuble des Cato, qui était devenu le lieu de rencontre des agitateurs, et pendant toute la semaine, elle avait dû subir des invectives antisémites. Estrin avait annoncé à ses voisins qu’elle ne peut plus endurer ce qui se passe à côté de chez elle ».
Le bilan de ces émeutes est de 152 officiers de police blessés, un civil tué, 38 civils blessés, 27 véhicules détruits, sept magasins pillés, et 225 cas de vols ou cambriolages.
La police procède à au moins 129 arrestations pendant les émeutes, dont 122 noirs et  sept blancs,.

## Meurtre de l’étudiant juif par des émeutiers
Yankel Rosenbaum, 29 ans, est un étudiant de l’université de Melbourne qui séjourne aux États-Unis pour effectuer des recherches pour sa thèse de doctorat. Environ trois heures après le début des émeutes, il est encerclé par un groupe d’environ une vingtaine de jeunes noirs qui le poignardent dans le dos à plusieurs reprises et lui fracturent le crâne. Il meurt le soir même. Le sénateur américain Daniel Patrick Moynihan appelle ce crime « un lynchage ».
Avant d’être conduit à l’hôpital, Rosenbaum est capable d’identifier le jeune Lemrick Nelson, âgé de 16 ans, comme son assaillant, parmi cinq suspects que lui présente la police.
Nelson est inculpé de meurtre. En dépit de ses aveux reconnaissant qu’il avait poignardé Rosenbaum et de la découverte par la police d’un couteau taché du sang de la victime,, il est acquitté par le jury de la Cour de l’État de New York. Nelson célébrera publiquement son acquittement avec certains des jurés.

## Deuxième procès
Par la suite, le procureur général des États-Unis pour les quartiers est de New York, Zachary W. Carter, met en accusation Nelson devant la Cour Fédérale pour violation des droits civils de Rosenbaum. La stratégie de la défense de Nelson est qu'il doit être jugé comme un mineur, et que ses chances de réhabilitation sont favorables.  La querelle sur ce sujet est la cause de l'intervalle de deux ans et demi entre l'accusation initiale de Nelson en août 1994 et le procès de 1997.  Initialement, le juge David G. Trager statue en faveur de Nelson, mais la décision est infirmée par la Cour Suprême des États-Unis (2e circuit) en octobre 1995.
Au procès, la petite amie de Nelson, Travionne Shaw, atteste que Nelson lui a dit : « Les Noirs de Crown Heights font une émeute. Lui (Nelson) et quelques amis se sont mis à boire, et ils ont vu cet homme et l’ont poignardé. » Les transcriptions rapportent que le procureur, Alan Vinegard, essaye d’expliquer : « Il se perçoit lui-même comme la victime et non comme l’auteur du crime », ce à quoi Nelson réplique : « Damn right! » (« Fichtre oui ! »). Le procès se termine en février 1997. Nelson est cette fois condamné à 19,5 ans de prison.
En plus de l’accusation en cour, Nelson a été arrêté deux fois en 1994 en Géorgie pour coups et blessures volontaires sur un étudiant qu’il a tailladé avec un rasoir et avec un couteau à cran d’arrêt. En conséquence, le juge Trager « interdit de façon permanente à Nelson de posséder une arme » car il est « enclin à la violence et à l’utilisation des armes », qu’il « est un danger pour sa communauté » et « qu’il n’a montré aucun remords ».
Charles Price, 44 ans, un accro à l'héroïne et un voleur confirmé, est accusé pour avoir incité la foule, y compris Nelson à « se faire les Juifs ». Un témoin raconte que Price excitait la foule et criait : « Je vais dans le quartier juif ! Qui vient avec moi ? ». En plus, la transcription d’un enregistrement audio effectué en 1995 par un informateur infiltré, dans lequel Price annonce ses intentions de faire du mal physiquement aux Juifs et d'inciter les autres à faire de même, est apporté comme preuve. Un officier de police témoigne qu'il a vu et entendu un « homme noir chauve », se référant à Price, crier à la foule : « Attrapons un Juif ». Un autre officier atteste qu'il a aussi entendu les exhortations de Price pendant les émeutes. Price est condamné à 21 ans et 10 mois de prison.

## Troisième et quatrième procès
En 2002, un nouveau procès est accordé à Nelson,  où ses avocats reconnaissent que Nelson a bien poignardé Rosenbaum, bien qu’ils aient auparavant convaincu le jury d’état du contraire. Aucune attestation, ni aucun témoin ne sont présentés par les avocats de Nelson   .  Le nouvel argument est que l’agression n’était pas un crime raciste commis en raison de la religion de Rosenbaum, mais dû au fait que Nelson était ivre. Quand Nelson avait fait des aveux à la police de la 71e circonscription, il avait bien dit qu'il avait bu quelques bières, mais « ni la police, ni les personnes présentes n’avaient pu constater que Nelson était ivre, » et aucune preuve n’est présentée au procès pour accréditer le fait qu’il était ivre.
La nouvelle stratégie des avocats de Nelson est risquée, et reflète leur désespoir.   Comme les avocats de Nelson avaient toujours nié aux deux procès précédents qu’il avait poignardé Rosenblaum, le gouvernement peut arguer devant le jury que, comme les avocats de Nelson ont menti auparavant, ils peuvent fort bien mentir encore.  Jusqu’à présent, Nelson n’est pas encore accusé de parjure durant son témoignage devant la Cour d’État, et ses avocats ne sont pas encore accusés de violation éthique. En 2003, Nelson est condamné à 10 ans de prison, et avec le temps qu’il a déjà passé en prison, il ne lui restait plus qu’une demie année. Il est relâché le 5 juin 2004 et conduit dans un centre de réinsertion.

## Impact des émeutes sur les élections municipales de 1993
Le maire de la ville de New York, David Dinkins, est attaqué par plusieurs de ses adversaires politiques, lors de la campagne pour sa réélection. Dinkins, qui est le premier Afro-Américain maire de New York, est contesté par des opposants noirs bruyants « du nationalisme noir, du retour-en-Afrique, du radicalisme économique, et de l’exclusivité raciale » avec de considérables influences politiques. Sharpton l’appelle « Oncle Tom » et « cette putain noire qui fait de sales trucs à l’Hôtel de Ville », Maddox l’appelle « un Ed Koch avec une face noire » et C. Vernon Mason l’accuse de « porter sur sa tête trop de kippot ». L’enterrement de Cato leur a donné « l’occasion de récuser l’Establishment noir ». Leurs diatribes étaient un tel « carnaval de haine, si obscène, que les parents en deuil de Cato étaient oubliés »,.  
Le gouverneur Mario Cuomo, dans son Ordre Exécutif 160 de l’État de New York du 17 novembre 1992, donne au Directeur des Services de la Justice Criminelle, Richard H. Girgenti, l’autorité pour enquêter sur les émeutes et le procès de Nelson. Le rapport Girgenti est compilé par plus de 40 juristes et investigateurs et se compose de deux volumes de 600 pages. Il est remis le 20 juillet 1993 et est extrêmement critique pour le préfet de police Lee Brown. Le rapport embarrasse aussi Dinkins pour sa façon de gérer les émeutes. Les manchettes des principaux journaux du 21 juillet sont basés sur les conclusions du rapport : « Pleine lumière sur le maire qui éclaire les critiques de longue date » (New York Times), « Dinkins explose » (Newsday), « Trop peu, trop tard » (New York Daily News).
La communauté juive critique aussi Dinkins pour la pauvre gestion des émeutes. La première nuit d’émeutes, le maire et le préfet de police Lee Brown, tous les deux Afro-Américains, se sont rendus à Crown Heights pour dissiper les rumeurs concernant les circonstances de l’accident, mais ils n’ont eu aucun impact sur les « jeunes noirs errant dans les rues ». Dans un discours de 16 minutes lors du jour de Thanksgiving suivant les émeutes, Dinkins dément avoir empêché la police de protéger les citoyens de Crown Heights. Il affirme que « l’antisémitisme noir… ne peut pas être toléré ».   Néanmoins, de nombreux Juifs pensent que Dinkins n’a pas su contenir les émeutes et que « le maire a des responsabilités qu’il n’a pas exercées, au détriment de la communauté juive ».
La police en uniforme est hostile à Dinkins. « Ils pensent que le maire les a empêchés de faire leur devoir pendant les émeutes, et qu’il doit être blâmé pour ses propres erreurs ». En conséquence, l’Association des Syndicats des Agents de police soutient avec fermeté Rudy Giuliani, le principal adversaire de Dinkins aux élections municipales de 1993.
Les émeutes de Crown Heights sont un problème important soulevé à de nombreuses reprises durant la campagne électorale. Giuliani gagne avec 44 000 voix de majorité. Par rapport aux élections précédentes, les Juifs, les Hispaniques, les Portoricains, les Asio-Américains, les policiers en uniforme et les nouveaux électeurs ont nettement moins voté pour Dinkins.
La baisse la plus importante vient des Italo-Américains en partie à cause du refus de Dinkins de reconnaître le meurtre d’un Italo-Américain comme un crime raciste. Anthony Graziosi, 67 ans a été assassiné le 5 septembre, à 6 blocs de l’endroit où Rosenbaum a été poignardé. Il a été abattu quand il s’est arrêté au feu rouge, par quatre noirs qui ont encerclé son véhicule. Ils n’ont pas volé son portefeuille contenant 125 dollars, ni les équipements électroniques de sa voiture. La famille de Graziosi affirme qu’il a dû être pris pour un Juif, car il portait un habit noir et avait une barbe blanche.

## Les violences à Crown Heights entre Noirs et Juifs avant et après les émeutes
En 1964, quelques étudiants en étude rabbinique sont attaqués par un groupe important de noirs, la femme d’un rabbin est tailladée avec un couteau dans une tentative de viol, et une jeune maîtresse d’école est violée et tuée par un homme noir. En juillet 1970, des noirs mettent le feu à deux douzaines de maisons appartenant à des Juifs et lancent une bombe incendiaire contre le Centre Communautaire Juif de Crown Heights. En septembre 1975, Israel Turner est tué par un noir en revenant de la synagogue, et lors de la procession funéraire, des Noirs narguent les personnes en deuil en scandant des Heil Hitler et des Hitler was right! (Hitler avait raison). En juin 1977, Abraham Goldman est poignardé par un Noir. En 1978, on relève de nombreux incidents mineurs contre les Juifs. En 1979, le rabbin David Okunov est assassiné par un Noir alors qu'il se rend à la synagogue. En 1986, Israel Rosen, un Australien en visite aux États-Unis est tué par un groupe d'hommes noirs. En janvier 1988, un Hassid est frappé d'un coup de couteau par des Noirs et des adolescents noirs attaquent des étudiants de yechiva. En mars 1989, une femme hassidique a le visage tailladé par son agresseur noir. En mars 1989, Chris Gilyard, 16 ans est inculpé de vol, d'agression au second degré et de possession d'une arme dangereuse, après avoir attaqué Shoshana Rabkim, 45 ans qui doit recevoir 35 points de suture à la face et son fils Shalaom, 22 ans qui reçoit sept points de suture derrière l'oreille. En tout, de 1984 jusqu'à la date des émeutes, 10 Loubavitchs ont été tués à Crown Heights par des assaillants noirs.
Après les émeutes, il y a des incidents épars durant les semaines suivantes, y compris des coups de feu tirés dans une synagogue de Maple Street. Six mois plus tard, Phyllis Lapine, 38 ans est assassinée. Elle est la mère de quatre enfants, et venait de déménager du Texas à Crown Heights. Le 6 février 1992, elle est poignardée à 30 reprises par un Noir, alors qu'elle retourne à son appartement dans Lefferts Avenue après avoir fait ses courses. Le même jour, un couple de loubavitchs est battu et volé par deux Noirs criant : « Juifs, donnez-moi votre argent. »  Deux semaines plus tard, un bus scolaire transportant des enfants loubavitch est attaqué par deux adolescents noirs avec des pierres et des briques,,.
En 1978, un groupe de Loubavitchs attaque Victor Rhodes pour avoir parait-il renversé la kippa de la tête d’un rabbin. En 1986, un adolescent noir est battu par trois membres de la patrouille anti-crime des Loubavitchs. En 1989, le rabbin Israel Shemtov, membre de la patrouille anti-crime des Loubavitchs est arrêté avec son fils, trois semaines après l’attaque de Gilyard contre les Rabkim, accusé de faire partie du groupe qui a tabassé Gilyard après l’avoir attrapé. Le grand jury ne trouva aucune preuve certaine pour accuser le rabbin ou son fils. Shemtov est jugé, mais sera acquitté en 1989 des accusations d'« agression, port d’arme, émeute et emprisonnement illégal pour un incident survenu le 22 septembre où un cycliste Robert James, est arraché de sa bicyclette et battu par un groupe de Hasidim qui l’accuse d’avoir volé un résident du voisinage ». Shemtov reçoit alors l’ordre de limiter les activités de sa brigade anti-crime et d’avertir la police au lieu d’agir indépendamment. En 1993, alors qu’il se trouve en patrouille anti-crime, Shemtov aide une femme noire blessée par arme à feu dans la rue et l’emmène à l’hôpital dans sa propre voiture.

## Représentations fictives des émeutes au cinéma et dans des séries télévisées
- Dans l’émission de sketchs In Living Color le premier épisode de la troisième saison, en 1991, comprend un sketch appelé Crown Heights Story.
- Un téléfilm de 2004, Crown Heights, est basé sur les conséquences des émeutes, avec Howie Mandel dans le ' rôle d'un rabbin. .
- Deux épisodes de Law & Order (New York, police judiciaire), un lors de la deuxième saison et l'autre lors de la quatrième saison sont basés sur les émeutes.
- Anna Deveare Smith a écrit une pièce de théâtre appelé Fires in the Mirror, comprenant 29 interviews réels de personnes impliquées dans les événements.

## Représentations fictives des émeutes en littérature
- Le roman de Colombe Schneck “Nuits d’été à Brooklyn” (Stock, 2020)reprend l’essentiel des faits et des conclusions des enquêtes sur les incidents de Crown Heights mêlés à une histoire d’amour fictive entre une jeune journaliste française blanche et juive et un professeur de littérature américain noir.